# NGC 7458
NGC 7458 este o galaxie situată în constelația Peștii. A fost descoperită în 18 septembrie 1786 de către William Herschel. Se află la o distanță de 67,96 de megaparseci de Pământ.